# Hoel III di Bretagna
Hoël, di Nantes o di Bretagna (; in francese Hoël III de Bretagne; ... – 1156), è stata una nobile francese bretone, che fu Conte di Nantes e Duca pretendente di Bretagna, dal 1148 alla sua morte.

## Origine
Hoel, secondo il Chronicon Britannicum Alterum, era figlio del duca di Bretagna, conte di Rennes e conte di Nantes, Conan III e della moglie (come conferma il monaco e cronista inglese, Orderico Vitale), Matilde FitzRoy ( † dopo il 1128), figlia illegittima del re d'Inghilterra e duca di Normandia, Enrico I Beauclerc, e di un'amante di cui non si conoscono né il nome né gli ascendenti.
Conan III di Bretagna, secondo il Chronicon Briocense, e come conferma l'arcivescovo, Guglielmo, della città di Tiro, nell'odierno Libano, nel suo Historia rerum in partibus transmarinis gestarum, era il figlio primogenito del duca di Bretagna, conte di Cornovaglia, conte di Rennes e conte di Nantes, Alano IV Fergent e di Ermengarda d'Angiò, che, come conferma l'arcivescovo, Guglielmo di Tiro e anche secondo la Chronica Albrici Monachi Trium Fontium (non la nomina ma la cita come contessa di Rennes), era figlia del conte di Angiò e conte di Tours, Folco IV il Rissoso e, come ci conferma la Chronica de Gestis Consulum Andegavorum, Chroniques d'Anjou, dalla sua prima moglie Hildegarde di Beaugency ( † 1070), figlia del signore di Beaugency, Lancillotto II, uno dei più fedeli vassalli di suo zio, Goffredo II "Martello".

## Biografia
Sua sorella, Berta, secondo le Genealogia Comitum Richemundiæ post conquestum Angliæ, verso il 1137, era stata data in moglie al primo conte di Richmond (sempre secondo le Genealogia Comitum Richemundiæ post conquestum Angliæ il re d'Inghilterra, Stefano di Blois aveva riconosciuto ad Alano III detto il Nero il titolo di conte), Alano III detto il Nero, che, sempre secondo la Genealogia Comitum Richemundiæ post conquestum Angliæ, era figlio del terzo conte di Penthièvre e terzo signore (lord) di Richmond, Stefano I.
Hoel viene citato, per la prima volta in un documento, di incerta datazione, del Recueil d´actes inédites des ducs et princes de Bretagne, in cui suo padre, Conan III, conferma i diritti del monastero di Saint-Martin de Vertou e che Hoel controfirma.
Sua sorella, Berta rimase vedova, nel 1146, come confermano sia il Chronicon Britannicum, che il Ex Chronico Ruyensis Cœnobii, riporta la morte di Alano ricordandolo come conte di Richmond (Alanus Niger Comes Richmundiae, moritur); ed infine anche il Ex Chronico Kemperlegiensis, ricorda Alano, conte di Richmond, come marito di Berta, in quanto genero del duca (di Bretagna, Conan III (Alanus Niger, comes Richmundiae, Conani Ducis gener).
Berta allora rientrò in Bretagna e, nel 1148, secondo il Chronicon Britannicum Alterum si sposò, in seconde nozze, con il conte di Porhoët, Oddone II.
In quello stesso anno (1148), suo padre, Conan III, secondo il Chronicon Ruyense Cœnobii, morì il 17 settembre.
Secondo Orderico Vitale, Conan III, prima di morire, aveva dovuto pubblicamente disconoscere il suo unico figlio maschio legittimo, Hoel; anche il Chronicon Britannicum Alterum, ricorda che Conan rinnegò il proprio figlio e che in seguito a ciò iniziò un periodo di contrasti tra Hoel ed il cognato, Oddone II e la sorella, Berta, che ressero il ducato, per conto del figlio di Berta e Alano di Richmond, Conan I, ancora minorenne.
Il figlio di Berta, Conan IV, era duca titolare, ma era escluso dal governo del ducato, infatti Oddone, come si può vedere dai documenti delle Mémoires pour servir de preuves à l´histoire ecclésiastique et civile de Bretagne, Tome I, si firmava Oddone duca di Bretagna (Eudo Dei gratia Dux Britanniae).
Hoel, pur considerandosi duca di Bretagna, aveva il controllo della sola contea di Nantes e, nei documenti si firmava col titolo di duca di Bretagna; infatti nel documento n° XLVII, datato 1153, del Recueil d´actes inédites des ducs et princes de Bretagne, Hoel, duca di Bretagna e figlio di Conan III (Hoellus permissio dei, Britanniæ dux, Conani comitis filius), col permesso di sua sorella, Berta (sorore mea Berta comitissa hoc donum concedente) fece una donazione di un terreno ad un monastero, e, nel 1154, tentò un attacco di sorpresa.
Ancora secondo il Chronicum Britannicum Alterum, nel 1156, i cittadini di Nantes, dopo la morte di Hoel, offrirono la contea al conte del Maine e d'Angiò Goffredo VI d'Angiò, fratello del re d'Inghilterra e duca di Normandia, Enrico II. La morte di Hoel, nel 1156, viene confermata anche dal Chronicon Briocense.
la morte di Hoel, sempre secondo il Chronicon Britannicum Alterum, avvenne verso la fine di quell'anno, in quanto Hoel fu inumato all'inizio di gennaio 1157, e Goffredo VI d'Angiò divenne conte di Nantes.

## Discendenza
Di Hoel non si conoscono né eventuali mogli o amanti e neppure discendenti.

### Fonti primarie
- (LA)  Recueil d´actes inédites des ducs et princes de Bretagne.
- (LA)  Mémoires pour servir de preuves à l´histoire ecclésiastique et civile de Bretagne, Tome I,.
- (LA)  Ordericus Vitalis, Historia Ecclesiastica, vol. II.
- (LA)  Chronica de Gesta Consulum Andegavorum, Chroniques d'Anjou.
- (LA)  Monumenta Germaniae Historica, Scriptores, tomus XXIII.
- (LA)  Rerum Gallicarum et Francicarum Scriptores, tomus XII.
- (LA)  Historia Rerum in partibus transmarinis gestarum, liber XIV.

### Letteratura storiografica
- Louis Halphen, "La Francia dell'XI secolo", cap. XXIV, vol. II (L'espansione islamica e la nascita dell'Europa feudale) della Storia del Mondo Medievale, 1999, pp. 770–806.
- William John Corbett, "L'evoluzione del ducato di Normandia e la conquista normanna dell'inghilterra", cap. I, vol. VI (Declino dell'impero e del papato e sviluppo degli stati nazionali) della Storia del Mondo Medievale, 1999, pp. 5–55.
- William John Corbett, "Inghilterra 1087 - 1154", cap. II, vol. VI (Declino dell'impero e del papato e sviluppo degli stati nazionali) della Storia del Mondo Medievale, 1999, pp. 56–98.